# Amerykańskie okręty podwodne typu B
Okręty podwodne typu B – amerykański typ okrętów podwodnych o konstrukcji jednokadłubowej z początku XX wieku. Jednostki tego typu zbudowane były w oparciu o powiększony pojedynczy kadłub okrętów Johna Hollanda, wyposażonych w symetrycznie rozmieszczone po obu bokach kadłuba dwie wyrzutnie torpedowe oraz większy kiosk ze strukturą mostka. Jednostki te zostały w późniejszym czasie doposażone w drugi peryskop. Po krótkotrwałej służbie na wodach ojczystych, jednostki typu B zostały przekazane flocie azjatyckiej Stanów Zjednoczonych, gdzie operowały aż do wykreślenia ze stanu US Navy kolejno w latach 1919-1921.
| Okręt        | Wodowanie       | Zakończenie służby |
| ------------ | --------------- | ------------------ |
| „Viper”      | 30 marca 1907   | 1 grudnia 1921     |
| „Cuttlefish” | 1 września 1906 | 12 grudnia 1919    |
| „Tarantula”  | 30 marca 1907   | 25 lipca 1921      |